# Zlatni globus za najbolju glumicu – komedija ili mjuzikl
Zlatni globus za najbolju glumicu - komedija ili mjuzikl kao posebnu kategoriju prvi put je 1951. dodijelila organizacija Hollywood Foreign Press. Prije je postojala jedinstvena nagrada za "najbolju glumicu na filmu", pa je dijeljenjem te nagrade nastao Zlatni globus za najbolju glumicu – drama.

## Dobitnice i nominirane

### 1950-e
| Godina | Dobitnica film                                | Nominirane |
| ------ | --------------------------------------------- | --- |
| 1950.  | Judy Holliday – Jučer rođena                  | Spring Byington – Louisa Betty Hutton – Annie Get Your Gun                                                                            |
| 1951.  | June Allyson – Too Young To Kiss              | |
| 1952.  | Susan Hayward – S pjesmom u srcu              | Katharine Hepburn – Pat i Mike Ginger Rogers – Majmunska posla                                                                        |
| 1953.  | Ethel Merman – Zovite me madam                | |
| 1954.  | Judy Garland – Zvijezda je rođena             | |
| 1955.  | Jean Simmons – Momci i djevojke               | |
| 1956.  | Deborah Kerr – Kralj i ja                     | Judy Holliday – Zlatni Cadillac Machiko Kyo – Čajanka na mjesečini Marilyn Monroe – Autobusna postaja Debbie Reynolds – Bundle of Joy |
| 1957.  | Taina Elg – Les Girls Kay Kendall – Les Girls | Cyd Charisse – Svilene čarape Audrey Hepburn – Ljubav poslijepodne Jean Simmons – Ovo bi mogla biti noć                               |
| 1958.  | Rosalind Russell – Auntie Mame                | Ingrid Bergman – Indiscreet Leslie Caron – Gigi Doris Day – Tunel ljubavi Mitzi Gaynor – Južni Pacifik                                |
| 1959.  | Marilyn Monroe – Neki to vole vruće           | Dorothy Dandrige – Porgy i Bess Doris Day – Šaputanje na jastuku Shirley MacLaine – Ask Any Girl Lilli Palmer – Ali ne za mene        |

### 1960-e
| Godina | Dobitnica film                          | Nominirane |
| ------ | --------------------------------------- | --- |
| 1961.  | Shirley MacLaine – Apartman             | Lucille Ball – Životne činjenice Capucine – Pjesma bez kraja Judy Holliday – Zvona zvone Sophia Loren – Sve je počelo u Napulju |
| 1961.  | Rosalind Russell – Većina jednog        | Bette Davis – Džep pun čuda Audrey Hepburn – Doručak kod Tiffanyja Hayley Mills – Zamka za roditelje Miyoshi Umeki – Flower Drum Song                                                                                              |
| 1962.  | Rosalind Russell – Ciganka              | Doris Day – Billy Rose's Jumbo Jane Fonda – Period privikavanja Shirley Jones – Glazbenik Natalie Wood – Ciganka |
| 1963.  | Shirley MacLaine – Slatka Irma          | Ann-Margret – Bye Bye Birdie Doris Day – Pomakni se, dragi Audrey Hepburn – Šarada Hayley Mills – Ljetna čarolija Molly Picon – Come Blow Your Horn Jill St. John – Come Blow Your Horn Joanne Woodward – A New Kind of Love       |
| 1964.  | Julie Andrews – Mary Poppins            | Audrey Hepburn – My Fair Lady Sophia Loren – Brak na talijanski način Melina Mercouri – Topkapi Debbie Reynolds – Nepotopiva Molly Brown                                                                                           |
| 1965.  | Julie Andrews – Moje pjesme, moji snovi | Jane Fonda – Cat Ballou Barbara Harris – Tisuću klaunova Rita Tushingham – The Knack .... and How to Get It Natalie Wood – Sve o Daisy Clover                                                                                      |
| 1966.  | Lynn Redgrave – Georgy Girl             | Jane Fonda – Bilo koja srijeda Elizabeth Hartman – Sada si veliki dečko Shirley MacLaine – Gambit Vanessa Redgrave – Morgan! |
| 1967.  | Anne Bancroft – Diplomac                | Julie Andrews – Thoroughly Modern Millie Audrey Hepburn - Two for the Road Shirley MacLaine – Woman Times Seven Vanessa Redgrave – Camelot                                                                                         |
| 1968.  | Barbra Streisand – Smiješna djevojka    | Julie Andrews – Zvijezda! Lucille Ball – Tvoje, moje i naše Petulia Clark – Finianova duga Gina Lollobrigida – Dobra večer, gospođo Campbell                                                                                       |
| 1969.  | Patty Duke – Ja, Natalie                | Ingrid Bergman – Kaktusov cvijet Dyan Cannon – Bob i Carol i Ted i Alice Kim Darby – Generacija Mia Farrow – John i Mary Shirley MacLaine – Slatko milosrđe Anna Magnani – Tajna Svete Vittorije Barbra Streisand – Zdravo, Dolly! |

### 1970-e
| Godina | Dobitnica film                                                                             | Nominirane |
| ------ | ------------------------------------------------------------------------------------------ | --- |
| 1970.  | Carrie Snodgress – Dnevnik lude kućanice                                                   | Julie Andrews – Draga Lili Sandy Dennis – Pravi provincijalci Angela Lansbury – Za svakoga ponešto Barbra Streisand – The Owl and The Pussycat             |
| 1971.  | Twiggy – Dečko                                                                             | Sandy Duncan – Star Spangled Girl Ruth Gordon – Harold i Maude Angela Lansbury – Čarolije i vragolije Elaine May – A New Leaf                              |
| 1972.  | Liza Minnelli – Cabaret                                                                    | Carol Burnett – Pete i Tillie Goldie Hawn – Leptiri su slobodni Juliet Mills – Avanti! Maggie Smith – Putovanja s mojom tetom                              |
| 1973.  | Glenda Jackson – A Touch of Class                                                          | Yvonne Elliman – Isus Krist Superstar Cloris Leachman – Charley i anđeo Tatum O'Neal – Mjesec od papira Liv Ullman – 40 karata                             |
| 1974.  | Raquel Welch – Tri mušketira                                                               | Lucille Ball – Mame Diahann Carroll – Claudine Helen Hayes – Herbie ponovno vozi Cloris Leachman – Mladi Frankenstein                                      |
| 1975.  | Ann-Margret – Tommy                                                                        | Julie Christie – Holivudski frizer Goldie Hawn – Holivudski frizer Liza Minnelli – Lucky Lady Barbra Streisand – Smiješna dama                             |
| 1976.  | Barbra Streisand – Zvijezda je rođena                                                      | Jodie Foster – Ludi petak Barbara Harris – Obiteljska urota Barbara Harris – Ludi petak Goldie Hawn – Vojvotkinja i lisac iz Dirtwatera Rita Moreno – Ritz |
| 1977.  | Diane Keaton – Annie Hall Marsha Mason – Djevojka za zbogom                                | Sally Field – Smokey i Bandit Liza Minnelli – New York, New York Lily Tomlin – The Late Show                                                               |
| 1978.  | Ellen Burstyn – U isto vrijeme, sljedeće godine Maggie Smith – Apartman Hotela Kalifornija | Jacqueline Bisset – Who Is Killing the Great Chefs Of Europe? Goldie Hawn – Foul Play Olivia Newton-John – Briljantin                                      |
| 1979.  | Bette Midler – Ruža                                                                        | Julie Andrews – Desetka Jill Clayburgh – Početi iznova Shirley MacLaine – Dobrodošli, g. Chance Marsha Mason – Drugo poglavlje                             |

### 1980-e
| Godina | Dobitnica film                           | Nominirane |
| ------ | ---------------------------------------- | --- |
| 1980.  | Sissy Spacek – Rudareva kći              | Irene Cara – Slava Goldie Hawn – Vojnik Benjamin Bette Midler – Divine Madness Dolly Parton – Devet do pet                                               |
| 1981.  | Bernadette Peters – Novčići s neba       | Blair Brown – Ljubav na razvodnici Carol Burnett – Četiri sezone Jill Clayburgh – Prvi ponedjeljak u listopadu Liza Minnelli – Arthur                    |
| 1982.  | Julie Andrews – Victor, Victoria         | Carol Burnett – Annie Sally Field – Kiss Me Goodbye Goldie Hawn – Najbolji prijatelji Dolly Parton – Najbolji mali bordel u Teksasu Aileen Quinn – Annie |
| 1983.  | Julie Walters – Odgajajući Ritu          | Anne Bancroft – Biti ili ne biti Jennifer Beals – Flashdance Linda Ronstadt – Gusari iz Penzance Barbra Streisand – Yentl                                |
| 1984.  | Kathleen Turner – Lov na zeleni dijamant | Anne Bancroft – Laku noć, Garbo Mia Farrow – Broadway Danny Rose Shelley Long – Nepomirljive razlike Lily Tomlin – Sve od mene                           |
| 1985.  | Kathleen Turner – Čast Prizzijevih       | Rosanna Arquette – Očajnički tražeći Susan Glenn Close – Maxie Mia Farrow – Purpurna ruža Kaira Sally Field – Murphyjeva romansa                         |
| 1986.  | Sissy Spacek – Zločini srca              | Julie Andrews – To je život! Melanie Griffith – Divlja djevojka Bette Midler – Down and Out In Beverly Hills Kathleen Turner – Peggy Sue se udala        |
| 1987.  | Cher – Začarana mjesecom                 | Jennifer Grey – Prljavi ples Holly Hunter – TV Dnevnik Diane Keaton – Baby Boom Bette Midler – Outrageous Fortune                                        |
| 1988.  | Melanie Griffith – Zaposlena djevojka    | Jamie Lee Curtis – Riba zvana Wanda Amy Irving – Prelazeći ulicu Delancey Michelle Pfeiffer - Udana za mafiju Susan Sarandon - Bull Durham               |
| 1989.  | Jessica Tandy – Vozeći gospođicu Daisy   | Pauline Collins – Shirley Valentine Meg Ryan – Kad je Harry sreo Sally Meryl Streep – She-Devil Kathleen Turner – Rat ruža                               |

### 1990-e
| Godina | Dobitnica film                            | Nominirane |
| ------ | ----------------------------------------- | --- |
| 1990.  | Julia Roberts – Zgodna žena               | Mia Farrow – Alice Andie MacDowell – Zelena karta Demi Moore – Duh Meryl Streep – Razglednice s ruba                                                                         |
| 1991.  | Bette Midler – Za momke                   | Ellen Barkin – Zamjena Kathy Bates – pržene zelene rajčice Anjelica Huston – Obitelj Adams Michelle Pfeiffer – Frankie i Johnny                                              |
| 1992.  | Miranda Richardson – Začarani travanj     | Geena Davis – Ženska liga Whoopi Goldberg – Redovnice nastupaju Shirley MacLaine – Iskorišteni ljudi Meryl Streep – Smrt joj dobro pristaje                                  |
| 1993.  | Angela Bassett – Što ljubav ima s tim?    | Stockard Channing – Šest stupnjeva razdvojenosti Anjelica Huston – Vrijednosti obitelji Addams Diane Keaton – Tajnovita ubojstva na Manhattanu Meg Ryan – Romansa u Seattleu |
| 1994.  | Jamie Lee Curtis – Istinite laži          | Geena Davis – Speechless Andie MacDowell – Četiri vjenčanja i sprovod Shirley MacLaine – Čuvajući Tess Emma Thompson – Junior                                                |
| 1995.  | Nicole Kidman – Djevojka za umrijeti      | Annette Bening – Američki predsjednik Sandra Bullock – Dok si spavao Toni Collette – Muriel se udaje Vanessa Redgrave – Mjesec dana uz jezero                                |
| 1996.  | Madonna – Evita                           | Glenn Close – 101 dalmatinac Frances McDormand – Fargo Debbie Reynolds – Majka Barbra Streisand – Ogledalo ima dvije strane                                                  |
| 1997.  | Helen Hunt – Bolje ne može                | Joey Lauren Adams – Loveći Amy Pam Grier – Jackie Brown Jennifer Lopez – Selena Julia Roberts – Moj dečko se ženi                                                            |
| 1998.  | Gwyneth Paltrow – Zaljubljeni Shakespeare | Cameron Diaz – Svi su ludi za Mary Jane Horrocks – Mali glasovi Christina Ricci – Suprotno od seksa Meg Ryan – Imaš poruku                                                   |
| 1999.  | Janet McTeer – Ljubav jedne žene          | Julianne Moore – Idealni muž Julia Roberts – Ja u ljubav vjerujem Sharon Stone – Muza Reese Witherspoon – Izborni dani                                                       |

### 2000-e
| Godina | Dobitnica film                     | Nominirane |
| ------ | ---------------------------------- | --- |
| 2000.  | Renée Zellweger – Bolničarka Betty | Juliette Binoche – Čokolada Brenda Blethyn – Spašavajući Grace Sandra Bullock – Cura na zadatku Tracey Ullman – Sitni lopovi                         |
| 2001.  | Nicole Kidman – Mouline Rouge      | Thora Birch – Svijet duhova Cate Blanchett – Banditi Reese Witherspoon – Plavuša s Harvarda Renée Zellweger – Dnevnik Bridget Jones                  |
| 2002.  | Renée Zellweger – Chicago          | Maggie Gyllenhaal – Tajnica Goldie Hawn – Divlje sestre Nia Vardalos – Moje grčko vjenčanje Catherine Zeta-Jones – Chicago                           |
| 2003.  | Diane Keaton – Ljubav nema pravila | Jamie Lee Curtis – Ludi petak Scarlett Johansson – Izgubljeni u prijevodu Diane Lane – Pod suncem Toskane Helen Mirren – Djevojke s duplerice        |
| 2004.  | Annette Bening – Biti Julia        | Ashley Judd – De-Lovely Emmy Rossum – Fantom Opere Kate Winslet – Vječni sjaj nepobjedivog uma Renée Zellweger – Bridget Jones: Na rubu pameti       |
| 2005.  | Reese Witherspoon – Hod po rubu    | Judi Dench – Gđa. Henderson vam predstavlja Keira Knightley – Ponos i predrasude Laura Linney – Lignja i kit Sarah Jessica Parker – Obiteljska stvar |
| 2006.  | Meryl Streep – Vrag nosi Pradu     | Annette Bening – Život na rubu Toni Collette – Mala Miss Amerike Beyoncé Knowles – Komadi iz snova Renée Zellweger – Gospođica Potter                |
| 2007.  | Marion Cotillard – La Vie en Rose  | Amy Adams – Začarana Nikki Blonsky – Lak za kosu Helena Bonham Carter – Sweeney Todd: Đavolji brijač Fleet Streeta Ellen Page – Juno                 |
| 2008.  | Sally Hawkins – Samo bez brige     | Kristen Bell – Preboljeti Sarah Marshall Frances McDormand – Spaliti nakon čitanja Meryl Streep – Mamma Mia! Emma Thompson – Posljednja šansa        |
| 2009.  | Meryl Streep – Julie i Julia       | Sandra Bullock - Prisila na brak Marion Cotillard - Devet Julia Roberts - Duplicity Meryl Streep - It's Complicated                                  |

### 2010-e
| Godina | Dobitnica film                           | Nominirane |
| ------ | ---------------------------------------- | --- |
| 2010.  | Annette Bening – Djeca su dobro          | Anne Hathaway – Ljubav i ostale droge Angelina Jolie – Turist Julianne Moore – Djeca su dobro Emma Stone – Cura na lošem glasu                    |
| 2011.  | Michelle Williams – Moj tjedan s Marilyn | Jodie Foster – Bračne svađe Charlize Theron – Mladi odrasli Kristen Wiig – Djeveruše Kate Winslet – Bračne svađe                                  |
| 2012.  | Jennifer Lawrence – U dobru i u zlu      | Emily Blunt – Lov na losose u Jemenu Judi Dench – Best Exotic Marigold Hotel Maggie Smith – Kvartet Meryl Streep – Začin za brak                  |
| 2013.  | Amy Adams – Američka prevara             | Julie Delpy – Prije ponoći Greta Gerwig – Frances Ha Julia Louis-Dreyfus – Dovoljno rečeno Meryl Streep – August: Okrug Osage                     |
| 2014.  | Amy Adams – Velike oči                   | Emily Blunt – Začarana šuma Helen Mirren – The Hundred-Foot Journey Julianne Moore – Mape do zvijezda Quvenzhané Wallis – Annie                   |
| 2015.  | Jennifer Lawrence – Joy                  | Melissa McCarthy – Špijun Amy Schumer – Kaos u najavi Maggie Smith – Dama u kombiju Lily Tomlin – Baka                                            |
| 2016.  | Emma Stone – La La Land                  | Annette Bening – Žene 20. stoljeća Lily Collins – Pravila ne važe Hailee Steinfeld – The Edge of Seventeen Meryl Streep – Florence Foster Jenkins |
| 2017.  | Saoirse Ronan – Lady Bird                | Judi Dench – Viktorija i Abdul Helen Mirren – The Leisure Seeker Margot Robbie – Ja, Tonya Emma Stone – Bitka spolova                             |
| 2018.  | Olivia Coleman – Omiljena                | Emily Blunt – Povratak Mary Poppins Elsie Fisher – Osmi razred Charlize Theron – Tully Constance Wu – Ludo bogati Azijci                          |